# José Manuel Casado
José Manuel Casado Bizcocho (ur. 9 sierpnia 1986 roku) – hiszpański piłkarz grający na pozycji lewego obrońcy. Obecnie jest zawodnikiem UD Almería.

## Kariera klubowa
Casado grę w piłkę rozpoczął w drużynach młodzieżowych Coria CF. Następnie przeniósł się do Sevilli, gdzie został zauważony przez scoutów FC Barcelony. W 2001 roku przeniósł się do La Masii, szkółki Barcelony. W 2004 roku zadebiutował w drużynie C. Po dwóch sezonach powrócił do Sevilli.
W drużynie Sevilli grał głównie w rezerwach, zaliczając jedynie dwa występy w pierwszej drużynie. Dwukrotnie był wypożyczany do zespołów Primera División – Recreativo Huelva i Xerez CD. Dwukrotnie spadał z tymi zespołami z ligi.
W lipcu 2010 roku został zwolniony z kontraktu w Sevilli i podpisał dwuletnią umowę z Rayo Vallecano. W Madryckiej drużynie spędził trzy sezony. 29 września 2013 roku podpisał dwuletni kontrakt z opcją przedłużenia o kolejne trzy lata z Malagą.
30 stycznia 2015 roku podpisał 18 miesięczny kontrakt z UD Almería.